# Mikhail Kalik
Mikhail Kalik (russisk: Михаи́л Нау́мович Ка́лик) (født 27. januar 1927 i Arkhangelsk i Sovjetunionen, død 31. marts 2017 i Jerusalem i Israel) var en sovjetisk og israelsk filminstruktør og manuskriptforfatter.

## Filmografi
- Do svidanija, maltjiki! (До свидания, мальчики!, 1964)[1][2]
- Ljubit... (Любить..., 1968)